# Margie Hyams
Marjorie „Marjie“ Hyams (9. srpna 1920 New York City, New York, USA – 14. června 2012 Monrovia, Kalifornie, USA) byla americká jazzová vibrafonistka, klavíristka a hudební aranžérka. Spolupracovala například s Woody Hermanems, George Shearingem, Flipem Phillipsem nebo Mary Lou Williams. V roce 1950 se jejím manželem stal William G. Ericsson (1927–1978). Jejím bratrem byl klavírista Mark Hyams (1914–2007).